# Mexikoplatz

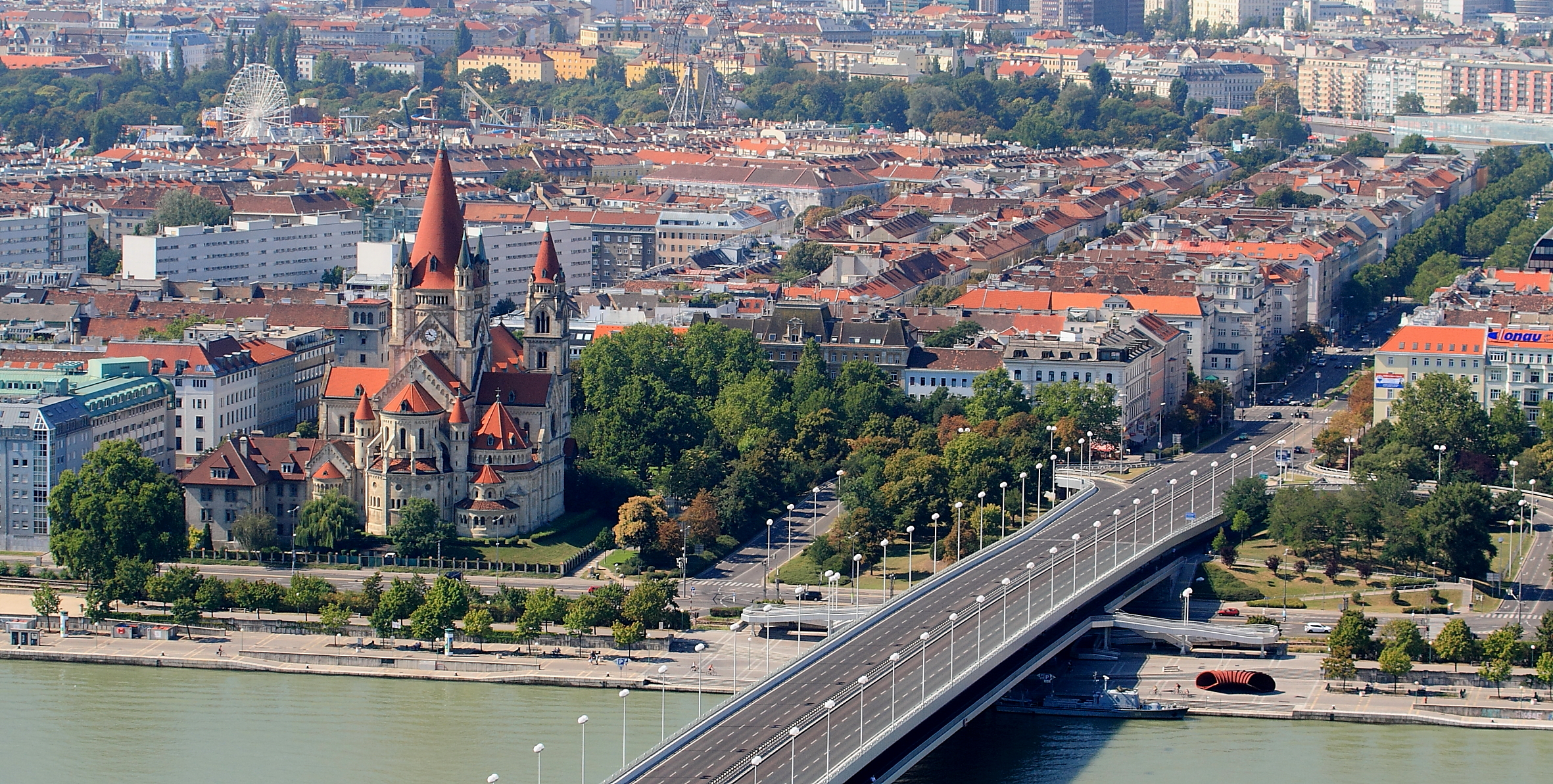
Plaza de México.

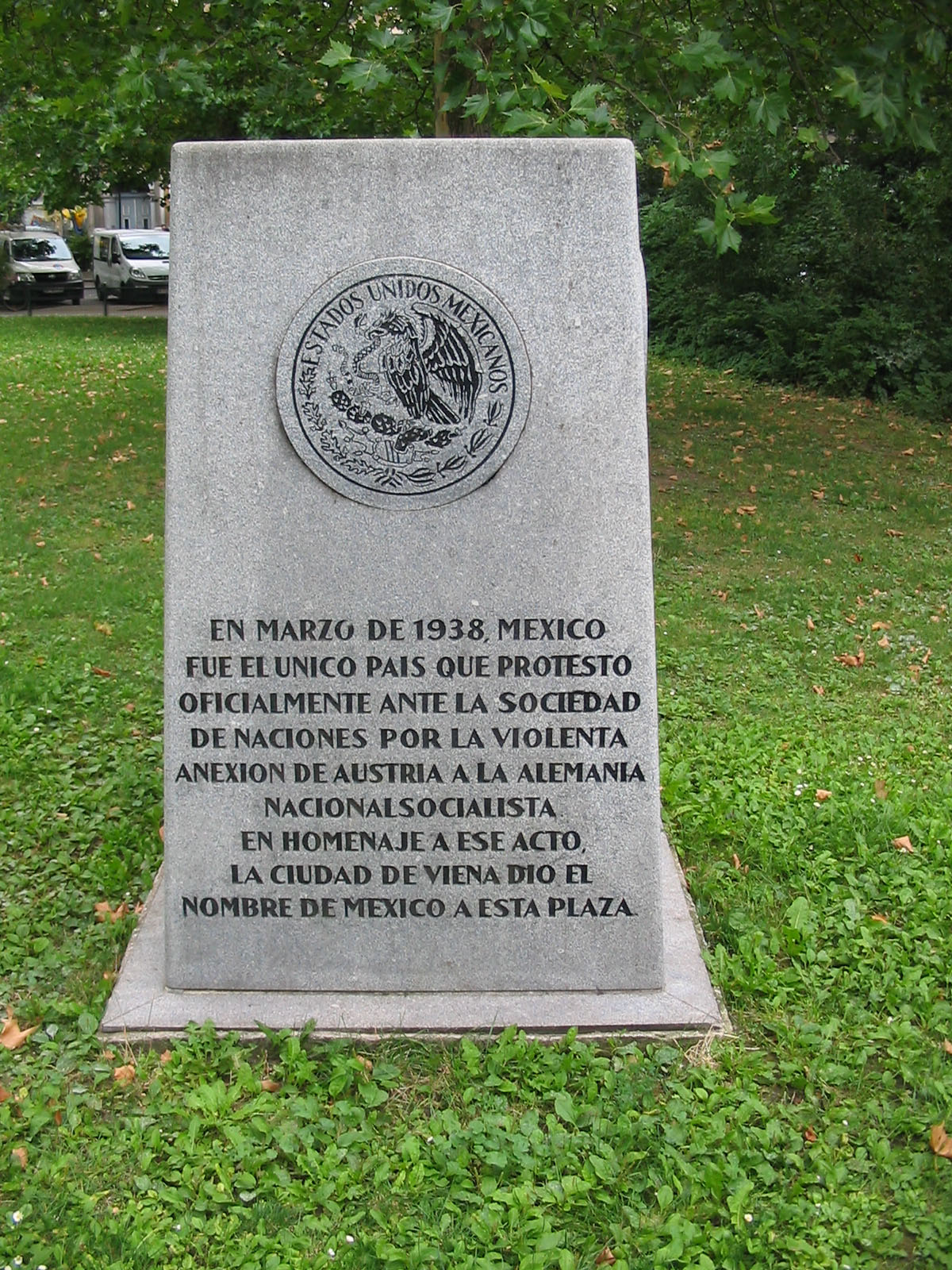
Monumento al protesto mexicano.

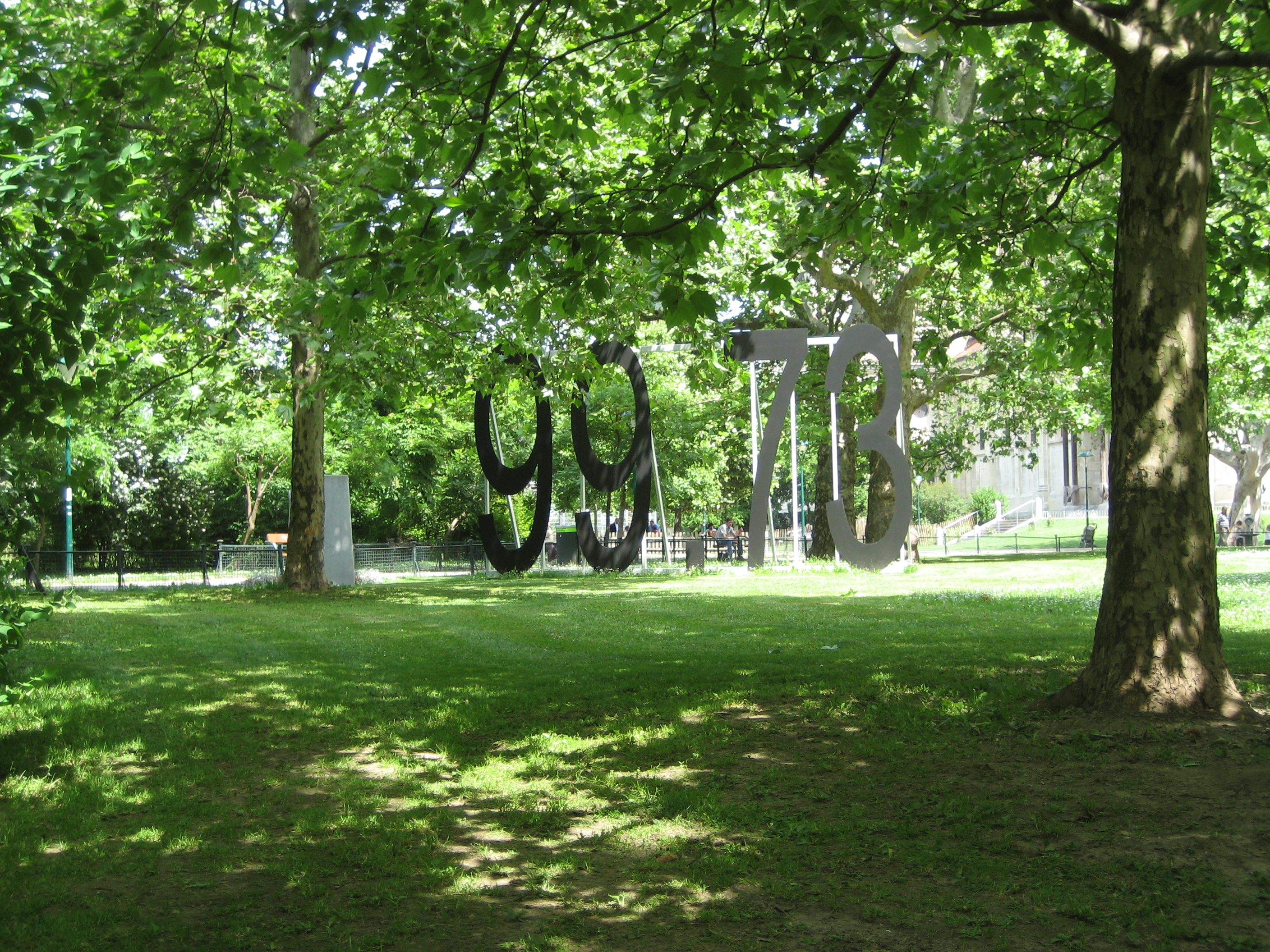
Monumento exhortatorio en contra del mito de la "primera víctima" Austria.

La plaza de México (en alemán Mexikoplatz) se encuentra en la capital austríaca, Viena, en distrito II, Leopoldstadt.
La plaza de México está localizada en la orilla derecha del Danubio en el Handelskai, una de las calles más largas de la ciudad. La Reichsbrücke, uno de los puentes más famosos de Viena, conecta la plaza de México con Donaustadt, el distrito XXII de Viena al otro lado del río. Cerca de la plaza de México hay una parada del metro de Viena (línea U1, estación Vorgartenstraße).
El edificio más notable en la Plaza de México es la Iglesia del Santo Francisco de Asís (Kirche zum heiligen Franz von Assisi) del año 1898. Está rodeada del Mexikopark (Parque de México).

## Historia
La historia de este lugar empieza entre los años 1868 y 1975, cuando se reguló el río Danubio. Así provino la orilla de hoy. Hasta el año 1910 se edificaron fábricas, almacenes y construcciones de viviendas simples. En 1884 se formó la plaza, entonces llamada Erzherzog-Karl-Platz (Plaza del Archiduque Carlos). Después de la Primera Guerra Mundial, en 1919, su nombre fue cambiado a Volkswehrplatz (Plaza de la Milicia). En 1934 el régimen austrofascista anuló este cambio, durante la Segunda Guerra Mundial la plaza también tenía el nombre Erzherzog-Karl-Platz. Desde 1956 la plaza se llama Mexikoplatz.
La ciudad de Viena decidió llamar la plaza así porque el gobierno de México, encabezado entonces por Lázaro Cárdenas, fue el único país que protestó contra la anexión de Austria a la Alemania Nazi ante la Sociedad de Naciones (la antecesora de la ONU). Desde 1985 hay un pequeño monumento aquí para conmemorar esta protesta.
En 2008 se instaló el Mahnmal gegen den Mythos des ersten Opfers (monumento exhortatorio contra el mito de la primera víctima) de Marko Lulic para apuntar al hecho de que el 10 de abril de 1938 el 99.73 por ciento de los austríacos hubiera votado a favor del Anschluss (la anexión a Alemania) en un plebiscito.
El 19 de marzo de 2018 el Gobierno de Austria expresó su agradecimiento a México debido al 80.º aniversario de la protesta diplomática expresada en 1938. En el comunicado se menciona que «México fue el único país de la Sociedad de Naciones que protestó por escrito contra el Anschluss».
«Agradecemos a México por ese paso valiente», declaró la ministra austríaca de Asuntos Exteriores, Karin Kneissl.[cita requerida]